# 关上水库
关上水库是中国山西省沂州市原平市境内的一座水库，位于永兴河上，建于1960年。水库正常库容为1050万立方米，集雨面积为150平方千米，海拔为923.64米。